# 三氯化锝
三氯化锝是一种无机化合物，化学式为TcCl3。

## 制备及性质
三氯化锝已知两种晶型，α型是黑色固体，可由二氯化四乙酸二锝(III)和氯化氢在300 °C反应得到。它具有双八面体结构，由具有C3v对称性的三角形Tc3Cl9构成，每个Tc原子与两个相邻的Tc和五个Cl−配体配位（Tc-Tc键长为2.44 Å）。Tc-Tc键的键长表明Tc原子间为双键，它和三氯化铼（Rh3Cl9）同构。
β-TcCl3由金属锝和氯气反应制得，它与三氯化钼（MoCl3）同构，其键长也表明它含有金属-金属键。它比α-TcCl3的稳定性差，会缓慢转变为α型氯化物。